# Urocerus fantoma
Urocerus fantoma är en stekelart som först beskrevs av Fabricius 1781.  Urocerus fantoma ingår i släktet Urocerus, och familjen vedsteklar. Enligt den finländska rödlistan är arten sårbar i Finland. Arten är reproducerande i Sverige. Artens livsmiljö är moskogar.